# Mimbaste
Mimbaste (okzitanisch: Mimbasta) ist eine französische Gemeinde mit 992 Einwohnern (Stand: 1. Januar 2022) im Département Landes in der Region Nouvelle-Aquitaine. Sie gehört zum Arrondissement Dax und zum Kanton Orthe et Arrigans. Die Einwohner werden Mimbastais genannt.

## Geografie
Die Gemeinde Mimbaste liegt im Nordwesten der Landschaft Chalosse, etwa neun Kilometer südöstlich von Dax. Der Fluss Luy begrenzt die Gemeinde im Norden. Umgeben wird Mimbaste von den Nachbargemeinden Saugnac-et-Cambran im Nordwesten und Norden, Sort-en-Chalosse im Nordosten, Clermont im Osten, Estibeaux im Südosten und Süden sowie Pouillon im Süden und Westen.

## Bevölkerungsentwicklung
| Jahr                       | 1962 | 1968 | 1975 | 1982 | 1990 | 1999 | 2006 | 2012 | 2021 |
| -------------------------- | ---- | ---- | ---- | ---- | ---- | ---- | ---- | ---- | ---- |
| Einwohner                  | 937  | 939  | 928  | 914  | 924  | 997  | 1011 | 1049 | 982  |
| Quellen: Cassini und INSEE |      |      |      |      |      |      |      |      |      |

## Sehenswürdigkeiten
- Kirche Saint-Jean-Baptiste
- Schloss Dupin
- Lavoir

## Persönlichkeiten
- Marie Lataste (1822–1847), Mystikerin